# Villars-sur-Var
Pour les articles homonymes, voir Villars.
Villars-sur-Var (en occitan Vilar de Var, en italien Villar del Varo) est une commune française située dans le département des Alpes-Maritimes, en région Provence-Alpes-Côte d'Azur.
Ses habitants sont appelés les Villarois.

## Géographie

### Localisation
Commune située dans la moyenne Vallée du Var, au nord de Nice entre Massoins et Puget-Théniers.

### Communes limitrophes
Les communes limitrophes sont Ascros, Ilonse, Malaussène, Massoins, Pierrefeu, Thiéry et Touët-sur-Var.

### Géologie et relief
Village sur plusieurs niveaux à flancs de colline, dominant le cours du Var.
Reliefs environnants :
- Contreforts du mont Pincogul[2] ;
- Pointe des 4 Cantons ;
- Mont Ragias.

### Catastrophes naturelles - Sismicité
Le 2 octobre 2020, de nombreux villages des diverses vallées des Alpes-Maritimes (Breil-sur-Roya, Fontan, Roquebillière, Saint-Martin-Vésubie, Tende...) sont fortement impactés par un "épisode méditerranéen" de grande ampleur.Certains hameaux sont restés inaccessibles jusqu'à plus d'une semaine après la catastrophe et l'électricité n'a été rétablie que vers le 20 octobre. L'Arrêté du 7 octobre 2020 portant reconnaissance de l'état de catastrophe naturelle a identifié 55 communes, dont Villars-sur-Var, au titre des "Inondations et coulées de boue du 2 au 3 octobre 2020".
Le risque naturel ou technologique majeur dans les Alpes-Maritimes : Villars-sur-Var "zone 4 à sismicité moyenne",.

### Hydrographie et les eaux souterraines
Cours d'eau sur la commune ou à son aval :
- Var (fleuve),
- vallon du bau de mars,
- torrent des gravières,
- ravin de laugière,
- Ruisseau de l'Ablé, de l'Espignole, de la Bouléria, de Belous, de la Gorgia.

Villars-sur-Var dispose de la station d'épuration de Villars Espignole d'une capacité de 1 200 équivalent-habitants.

### Climat
Pour des articles plus généraux, voir Climat de Provence-Alpes-Côte d'Azur et Climat des Alpes-Maritimes.
En 2010, le climat de la commune est de type climat méditerranéen altéré, selon une étude du Centre national de la recherche scientifique s'appuyant sur une série de données couvrant la période 1971-2000. En 2020, Météo-France publie une typologie des climats de la France métropolitaine dans laquelle la commune est exposée à un climat de montagne ou de marges de montagne et est dans la région climatique  Var, Alpes-Maritimes, caractérisée par une pluviométrie abondante en automne et en hiver (250 à 300 mm en automne), un très bon ensoleillement en été (fraction d’insolation > 75 %), un hiver doux (8 °C) et peu de brouillards. 
Pour la période 1971-2000, la température annuelle moyenne est de 14,1 °C, avec une amplitude thermique annuelle de 15,9 °C. Le cumul annuel moyen de précipitations est de 950 mm, avec 5,7 jours de précipitations en janvier et 4,7 jours en juillet. Pour la période 1991-2020, la température moyenne annuelle observée sur la station météorologique de Météo-France la plus proche, « Ascros », sur la commune d'Ascros à 7 km à vol d'oiseau, est de 10,8 °C et le cumul annuel moyen de précipitations est de 930,1 mm. 
La température maximale relevée sur cette station est de 34,4 °C, atteinte le 18 juillet 2023 ; la température minimale est de −10,7 °C, atteinte le 28 février 2018,,. 
Les paramètres climatiques de la commune ont été estimés pour le milieu du siècle (2041-2070) selon différents scénarios d'émission de gaz à effet de serre à partir des nouvelles projections climatiques de référence DRIAS-2020. Ils sont consultables sur un site dédié publié par Météo-France en novembre 2022.

### Voies de communications et transports

#### Voies routières
Village desservi par la route nationale 202 puis la D 226.

#### Transports en commun
- Transport en Provence-Alpes-Côte d'Azur
- Les cars Lignes d'Azur[16].

#### Chemins de fer
- La commune de Villars-sur-Var est desservie par la ligne Nice - Digne des Chemins de fer de Provence (plus connue sous le nom du « Train des Pignes »)[17].
- Gare du train des Pignes[18].

### Intercommunalité
| - OpenStreetMap Limite communale |

Commune membre de la Communauté de communes Alpes d'Azur. La communauté de communes, créée le 1er janvier 2017 regroupe 34 communes des vallées du Var, du Cians et de l'Estéron.

### Aménagement du territoire
Une charte de pays a été définie pour l'aménagement du territoire de la Communauté des Communes Vallées d’Azur.

## Urbanisme

### Typologie
Au 1er janvier 2024, Villars-sur-Var est catégorisée bourg rural, selon la nouvelle grille communale de densité à 7 niveaux définie par l'Insee en 2022.
Elle est située hors unité urbaine. Par ailleurs la commune fait partie de l'aire d'attraction de Nice, dont elle est une commune de la couronne,. Cette aire, qui regroupe 100 communes, est catégorisée dans les aires de 200 000 à moins de 700 000 habitants,.

### Occupation des sols
L'occupation des sols de la commune, telle qu'elle ressort de la base de données européenne d’occupation biophysique des sols Corine Land Cover (CLC), est marquée par l'importance des forêts et milieux semi-naturels (95,7 % en 2018), une proportion identique à celle de 1990 (95,7 %). La répartition détaillée en 2018 est la suivante : 
forêts (78,8 %), espaces ouverts, sans ou avec peu de végétation (9,1 %), milieux à végétation arbustive et/ou herbacée (7,8 %), zones agricoles hétérogènes (4,3 %).
L'évolution de l’occupation des sols de la commune et de ses infrastructures peut être observée sur les différentes représentations cartographiques du territoire : la carte de Cassini (XVIIIe siècle), la carte d'état-major (1820-1866) et les cartes ou photos aériennes de l'IGN pour la période actuelle (1950 à aujourd'hui).

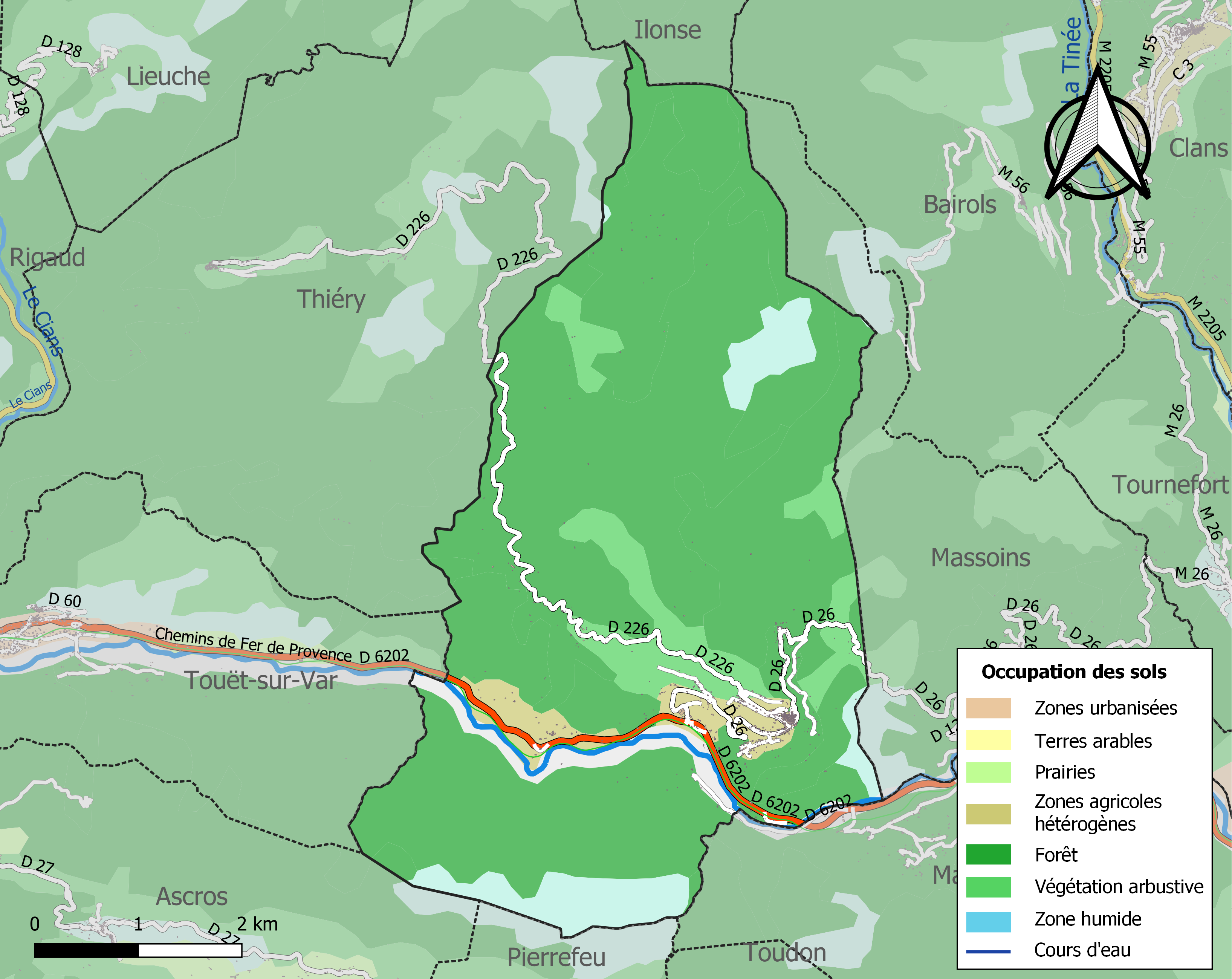
Carte de l'occupation des sols de la commune en 2018 (CLC).

## Toponymie
Villars, du latin villa, désigne une exploitation agricole.

## Histoire
Occupé par la tribu celto-ligure des Eguituri, romanisé en 54 avant notre ère, christianisé au IVe siècle, le territoire n’a cessé de changer de mains et d’évoluer au fil des siècles,,.
Au tout début du XIVème siècle, Villars prête hommage à Andaron Grimaldi, seigneur de Beuil, en tant que co-seigneur du lieu. Il est issu d'une famille de patriciens génois et de la dernière descendante des seigneurs de Beuil, Asturge Rostaing. Le village fait alors partie de ce qui est appelé le Val de Massoins. Il est dominé par un château médiéval construit aux XIIIème - XIVème siècle, le château de l'Espéron. Ce château sera détruit à la suite des insurrections menées  à partir de 1409 sur ordre du gouverneur de Nice. Les Grimaldi construirons, par la suite un château-palais, qui deviendra leur résidence préférée.
Au moment de la dédition de Nice à la maison de Savoie, le fief appartient à Jean Grimaldi de Beuil et à son frère Ludovic. Les deux frères ont organisé la sécession des Terres Nouvelles de Provence, qui prendront plus tard l'appellation de comté de Nice, du comté de Provence, alors disputé entre les Duras et les Angevins.
Ce fief, avec quelques vicissitudes, restera dans la famille des Grimaldi de Beuil jusqu'à l'exécution d'Annibal Grimaldi de Beuil pour félonie et rébellion contre son suzerain. Le fief est dévolu par le duc de Savoie à Ludovic Solaro comte de Morette, marquis de Dogliani, devenu gouverneur de la ville et du comté de Nice en 1615, en remplacement d'Annibal Grimaldi de Beuil, et qui a pris part à la reddition de ce dernier grand féodal du comté de Nice. Ce fief passera ensuite aux frères Jean-Michel et Bernardin Vergnano en 1664 puis, en 1723, à Charles Amédée Salmatoris de Roussillon, président du Sénat de Nice à partir de 1697.
Durant la deuxième guerre mondiale, Villars-sur-Var s’illustre avec son curé, l’abbé Cœuret, qui organise sous le nom de « capitaine Benoît » un réseau de résistance en mettant au point dans sa paroisse un dispositif d'alerte, utilisant le téléphone de la gare et la cloche de l'église, qui évita toute arrestation de Juifs malgré plusieurs visites de la Gestapo. La municipalité de Villars-sur-Var a inauguré, le 6 juillet 1997, une plaque commémorant son activité résistante et humanitaire qui lui a valu d'être nommé Juste parmi les Nations.

## Politique et administration
| Période   | Période   | Identité                 | Étiquette     | Qualité                                                                                      |
| --------- | --------- | ------------------------ | ------------- | -------------------------------------------------------------------------------------------- |
| mai 1929  | mars 1941 | Georges Aurand           |               |                                                                                              |
| 1941      | 1943      | Louis Robin              |               |                                                                                              |
| 1943      | 1944      | Roch Dalmas              |               |                                                                                              |
| 1944      | 1945      | Marius Perdigon          |               |                                                                                              |
| mai 1945  | 1949      | Eugène Donadei           |               |                                                                                              |
| 1949      | mars 1965 | Maurice Reynaud          |               |                                                                                              |
| mars 1965 | mars 1971 | René Miquelis            |               |                                                                                              |
| mars 1971 | mars 1977 | Hubert Filibert          |               |                                                                                              |
| mars 1977 | mars 1983 | Régis Boyer              |               |                                                                                              |
| mars 1983 | mars 1989 | Georges Pettenaro        |               |                                                                                              |
| mars 1989 | 1999      | Colette Bourrier-Reynaud |               |                                                                                              |
| 1999      | 2020      | Edgard Malausséna        | EELV puis DVG | Retraité de l'enseignement Conseiller régional, Vice-président de la Région Paca (1998-2006) |
| 2020      | En cours  | René Briquetti           |               | Cadre administratif et commercial d'entreprise                                               |

Depuis le 1er janvier 2014, Villars-sur-Var fait partie de la communauté de communes des Alpes d'Azur. Elle était auparavant membre de la communauté de communes Alpes d'Azur, jusqu'à la disparition de celle-ci lors de la mise en place du nouveau schéma départemental de coopération intercommunale.

## Population et société

### Démographie

#### Évolution démographique
L'évolution du nombre d'habitants est connue à travers les recensements de la population effectués dans la commune depuis 1793. Pour les communes de moins de 10 000 habitants, une enquête de recensement portant sur toute la population est réalisée tous les cinq ans, les populations de référence des années intermédiaires étant quant à elles estimées par interpolation ou extrapolation. Pour la commune, le premier recensement exhaustif entrant dans le cadre du nouveau dispositif a été réalisé en 2006.

En 2022, la commune comptait 783 habitants, en évolution de +3,43 % par rapport à 2016 (Alpes-Maritimes : +2,85 %, France hors Mayotte : +2,11 %).
| 1793 | 1800 | 1806 | 1822 | 1838 | 1848 | 1858 | 1861 | 1866 |
| ---- | ---- | ---- | ---- | ---- | ---- | ---- | ---- | ---- |
| 562  | 593  | 614  | 666  | 858  | 903  | 934  | 906  | 841  |

| 1872 | 1876 | 1881 | 1886 | 1891  | 1896 | 1901 | 1906 | 1911 |
| ---- | ---- | ---- | ---- | ----- | ---- | ---- | ---- | ---- |
| 847  | 845  | 817  | 821  | 1 290 | 741  | 732  | 707  | 616  |

| 1921 | 1926 | 1931 | 1936 | 1946 | 1954 | 1962 | 1968 | 1975 |
| ---- | ---- | ---- | ---- | ---- | ---- | ---- | ---- | ---- |
| 556  | 603  | 631  | 670  | 574  | 450  | 394  | 491  | 383  |

| 1982 | 1990 | 1999 | 2006 | 2011 | 2016 | 2021 | 2022 | - |
| ---- | ---- | ---- | ---- | ---- | ---- | ---- | ---- | - |
| 465  | 507  | 553  | 646  | 671  | 757  | 781  | 783  | - |

### Enseignement
Établissements d'enseignements :
- École maternelle et primaire,
- Collèges à Saint-Martin-du-Var, Puget-Théniers, Saint-Sauveur-sur-Tinée.
- Lycée à Valdeblore.

### Santé
- Hôpitaux de Nice.
- Professionnels de santé : médecins généralistes[43], kinésithérapeutes à Touët-sur-Var, Saint-Martin-du-Var[44].

### Cultes
- Culte catholique, Église Saint Jean Baptiste[45], Paroisse Notre Dame du Var, Diocèse de Nice.

## Budget et fiscalité
Les comptes 2010 à 2023 de la commune s’établissement comme suit, : 
| Postes                                             | 2010  | 2011  | 2012    | 2013  | 2014  | 2015  | 2016  | 2017  | 2018  | 2019  | 2020  | 2021  | 2022    | 2023  |
| -------------------------------------------------- | ----- | ----- | ------- | ----- | ----- | ----- | ----- | ----- | ----- | ----- | ----- | ----- | ------- | ----- |
| Produits de fonctionnement                         | 684 € | 693 € | 761 €   | 738 € | 913 € | 714 € | 760 € | 736 € | 834 € | 802 € | 899 € | 780 € | 777 €   | 792 € |
| Charges de fonctionnement                          | 502 € | 619 € | 537 €   | 555 € | 867 € | 581 € | 550 € | 554 € | 607 € | 601 € | 622 € | 586 € | 658 €   | 628 € |
| Ressources d’investissement                        | 596 € | 479 € | 1 000 € | 586 € | 365 € | 402 € | 597 € | 242 € | 972 € | 541 € | 224 € | 704 € | 543 €   | 799 € |
| Emplois d’investissement                           | 558 € | 304 € | 466 €   | 678 € | 412 € | 678 € | 374 € | 380 € | 899 € | 385 € | 332 € | 671 € | 1 007 € | 663 € |
| Dette                                              | 63 €  | 28 €  | 674 €   | 636 € | 610 € | 582 € | 551 € | 547 € | 473 € | 446 € | 419 € | 392 € | 361 €   | 332 € |
| Source : Ministère de l’Économie et des Finances : |       |       |         |       |       |       |       |       |       |       |       |       |         |       |

Fiscalité 2023
- Taux d’imposition Taxe d’habitation : 12,10 %
- Taxe foncière sur propriétés bâties : 14,01 %
- Taxe foncière sur les propriétés non bâties : 31,44 %
- Taxe additionnelle à la taxe foncière sur les propriétés non bâties : 0,00 %
- Cotisation foncière des entreprises : 0,00 %
- Montant total des dettes dues par la commune : 332 000 €uros. Population légale : 784 habitants, soit 423 €uros par habitant.

Chiffres clés Revenus et pauvreté des ménages en 2021 : médiane en 2021 du revenu disponible, par unité de consommation : 21 560 €.

## Économie

### Entreprises et commerces

Vignobles de Provence.

#### Agriculture
Le « Clos Saint-Joseph » possède les seules vignes du département à bénéficier de l'appellation d'origine contrôlée (A.O.C.) « Côtes de provence ».
En effet, la plupart des autres communes de cette appellation se situent dans le département du Var et quelques-unes dans les Bouches-du-Rhône. C’est la plus étendue des appellations provençales.
Apiculteur bio et l'agriculture raisonnée sur la commune.
Bergerie des Royers.

#### Tourisme
- Restaurant, café restaurant[53].
- Sentiers de grande randonnée[54].

#### Commerces
- Commerces de proximité : boulangerie, épicerie, boucherie, magasin multi-services.
- Chocolaterie à la gare du train des Pignes[55].
- Ancienne tuilerie[56].

## Culture locale et patrimoine

### Lieux et monuments
Patrimoine religieux :
- Église Saint-Jean-Baptiste (œuvres du XV°)[57],[58],[59].

Retable mise au tombeau.
Retable, tableaux : l'Annonciation, la Naissance de Jésus Christ, la Fuite en Égypte, la Descente de Croix.
Tableau : Saint Barthélémy martyrisé.
Statue Saint Jean-Baptiste.
Orgue à cylindres le plus ancien de France,.
Plaque d'église faisant office de monument aux morts.
- Chapelle Saint Antoine[67].
- Chapelle Sainte-Brigitte[68].
- Chapelle Saint Claude[69].
- Chapelle Saint Jean du Désert[70].
- Chapelle Sainte-Pétronille[71],[72].
- Chapelle des Pénitents-blancs-du-Gonfalon-de-la-Sainte-croix, Monuments aux Morts[73],[74].
- Chapelle Sainte Madeleine Bagon[75].
- Chapelle Saint Roch[76].

Patrimoine civil :
- Vestiges du château de l'Esperon[77].
- La maison de Maurice.
- Maison du poilu.
- Peintures d'Edmond Baudoin sur la fontaine de Sarzit et dans le lavoir.
- Maison des Templiers[78],[79].

Patrimoine rural :
- Vacherie des « Douinas »[80].
- Lavoir du moulin[81]
- Lavoir à grain[82].
- Moulin à huile[83].
- Four communal en forme d'igloo.
- Canal touristique et botanique.
- Calanchons (ruelles typiques).
- Portes anciennes et Poternes.

### Réalisations et projets
Les réalisations effectuées dans la commune de Villars-sur-Var sont nombreuses : 
- rénovation du patrimoine historique : moulin à huile, lavoir, lavoir à grain, plantation d'oliviers, canal du moulin datant de deux siècles ;
- mise en place d'une politique de respect de l'environnement : bassins d'eau potable traités aux UV, aide à l'installation d'un jeune viticulteur, éclairage public économique, soutien à l'installation d'agriculteurs et éleveurs, remise en état des sources et installations rurales ;
- projet d'école Haute qualité environnementale soutenu depuis 10 ans.

### Héraldique
| Blason de Villars-sur-Var | Blason  | Tiercé en fasce : au 1er d’azur aux deux étoiles d’argent, au 2e fascé du même et de gueules de quatre pièces, au 3e d’or aux deux oliviers arrachés de sinople. |
| Blason de Villars-sur-Var | Détails | Le statut officiel du blason reste à déterminer. |

## Jumelages
- Cherasco (Italie) depuis 1981

## Personnalités liées à la commune
- Barthélemy Léotardi (1790-1870), homme politique.

## Galerie

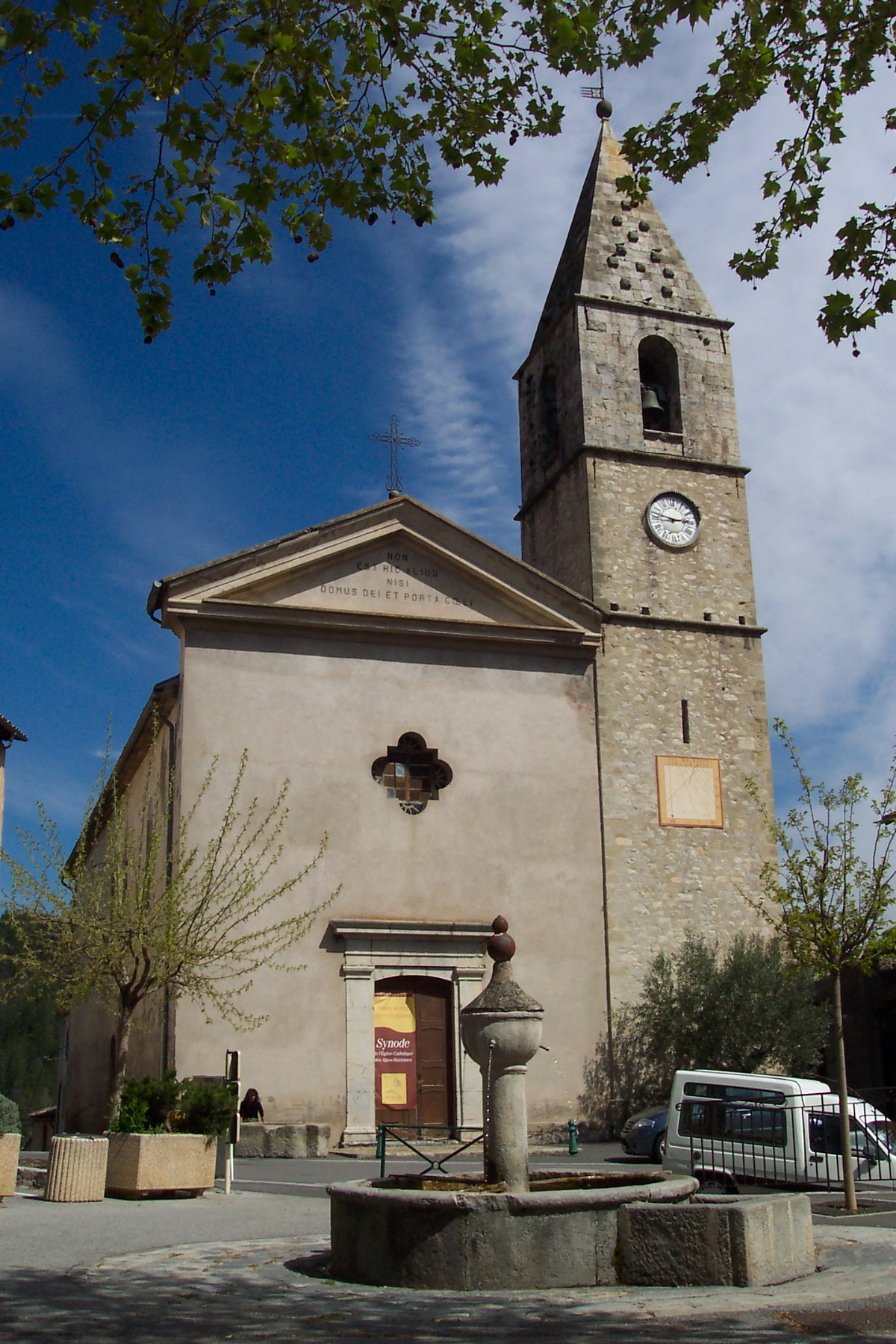
Église Saint-Jean-Baptiste.
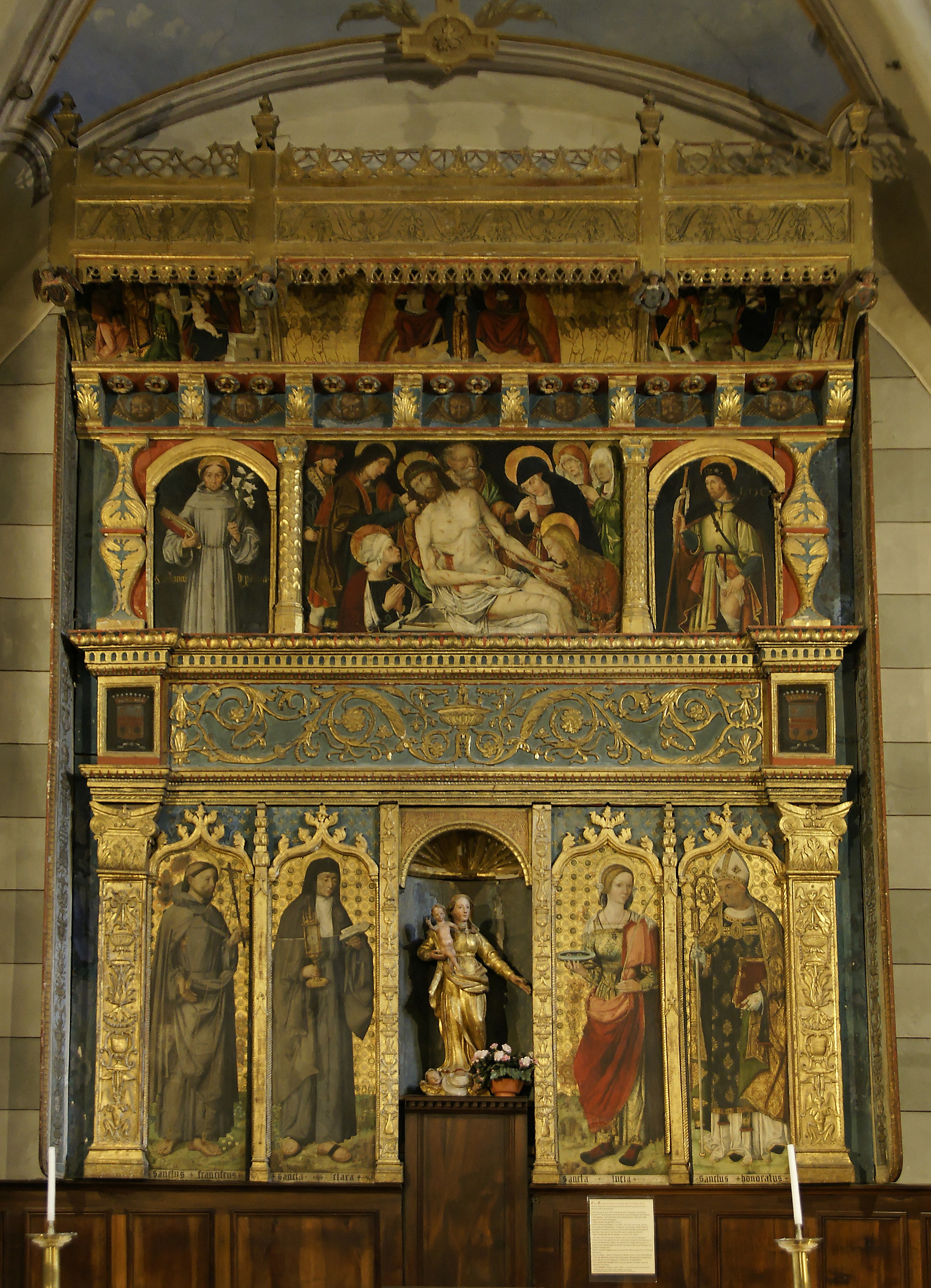
Retable du maître-autel, Mise au tombeau.
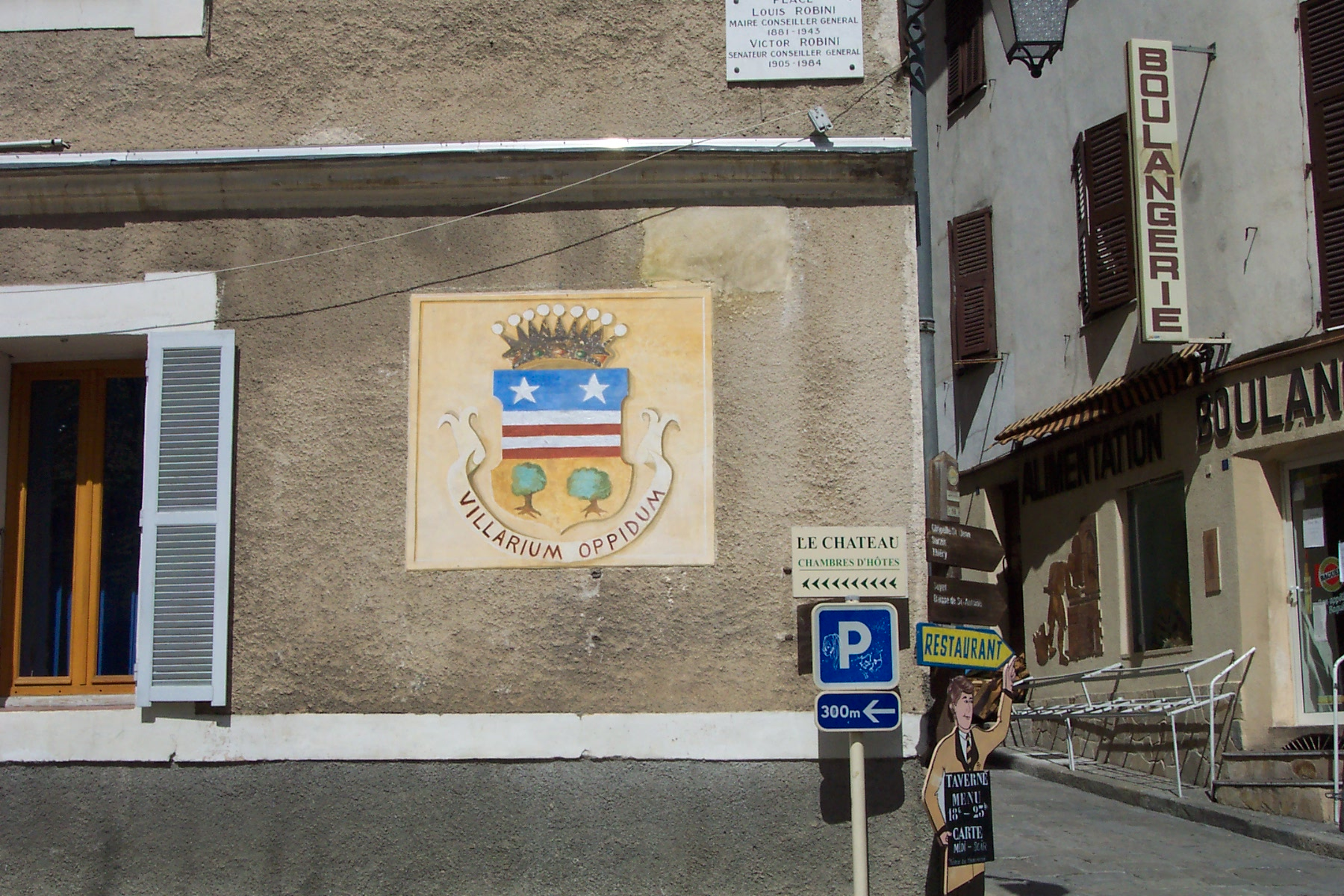
Blason de Villars-sur-Var, place de la Mairie.
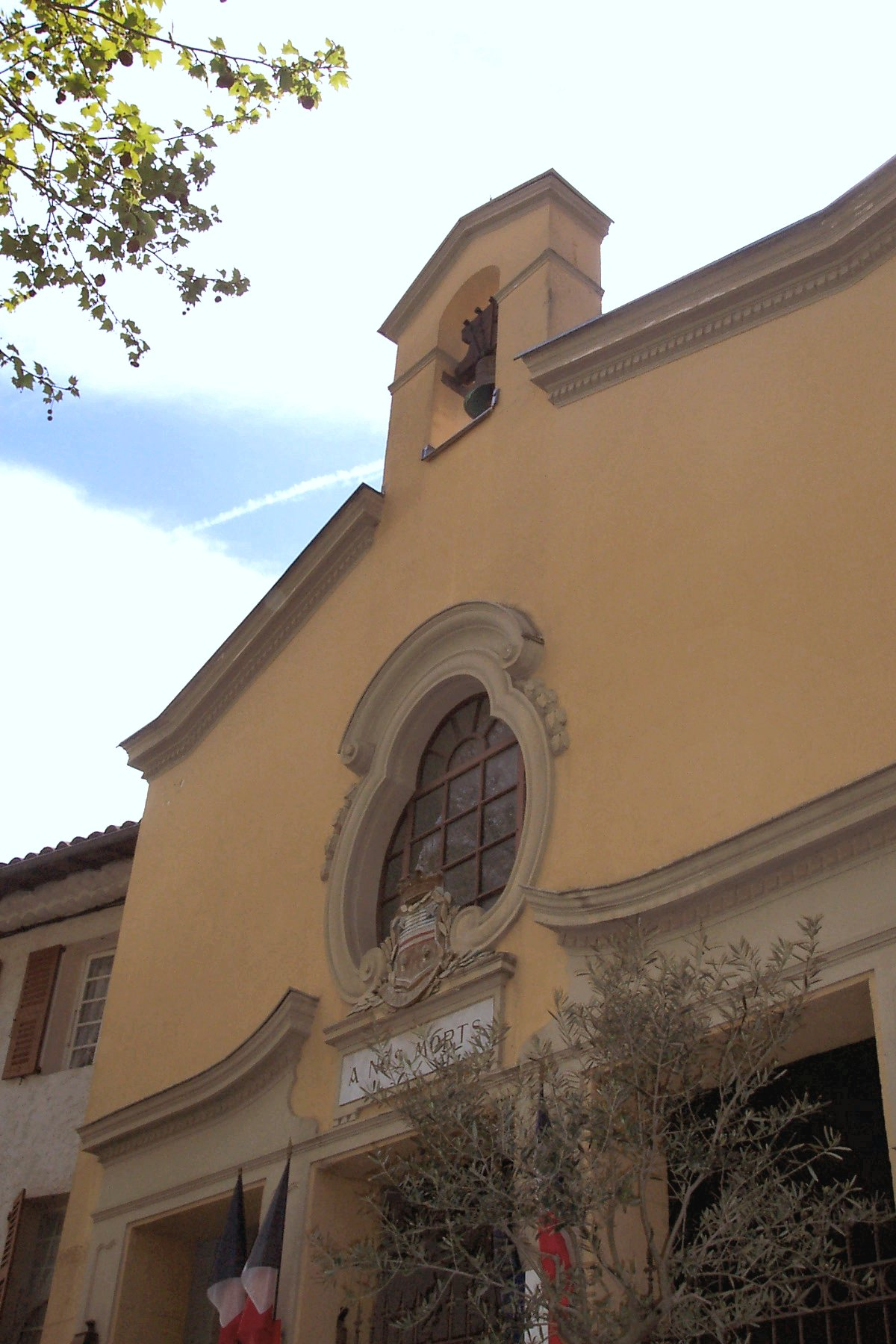
Ancienne chapelle (monuments aux morts).
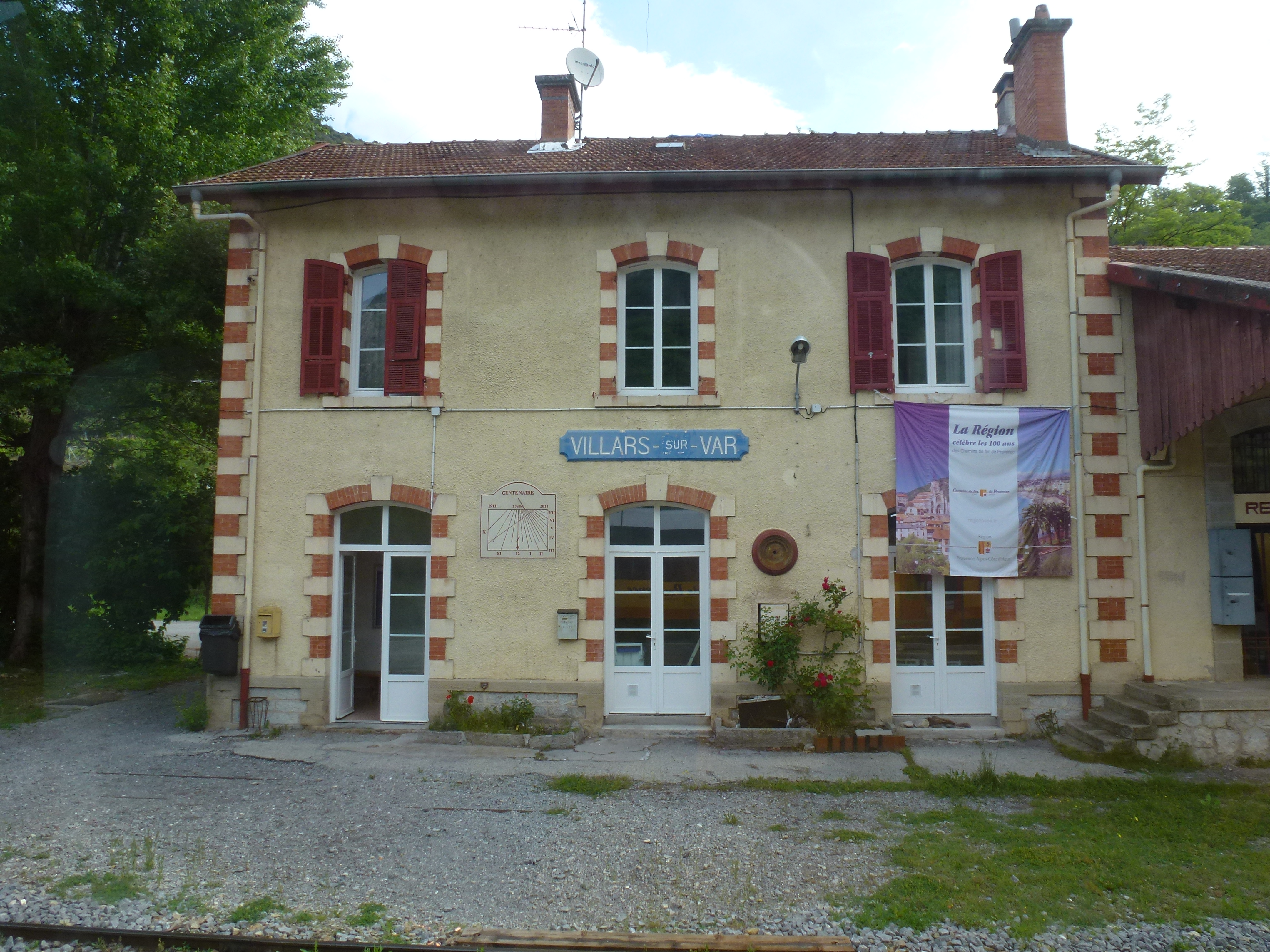
Station de Villars-sur-Var du train des Pignes.
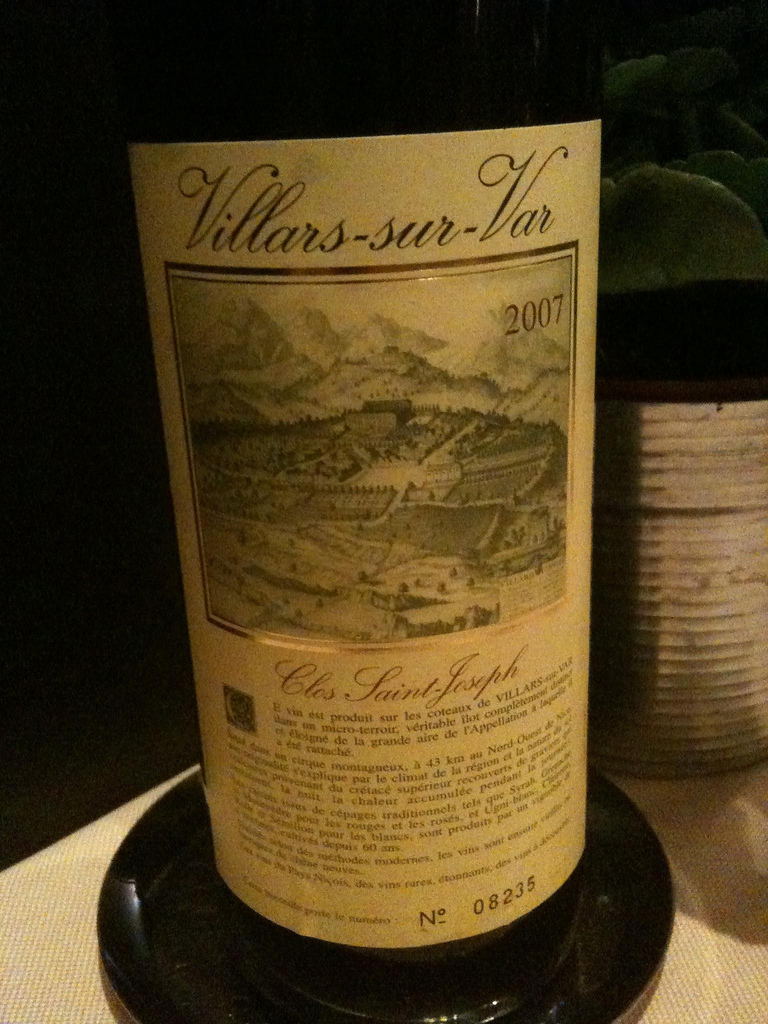
AOC côtes-de-provence de Villars-sur-Var.